# Имя мне — легион

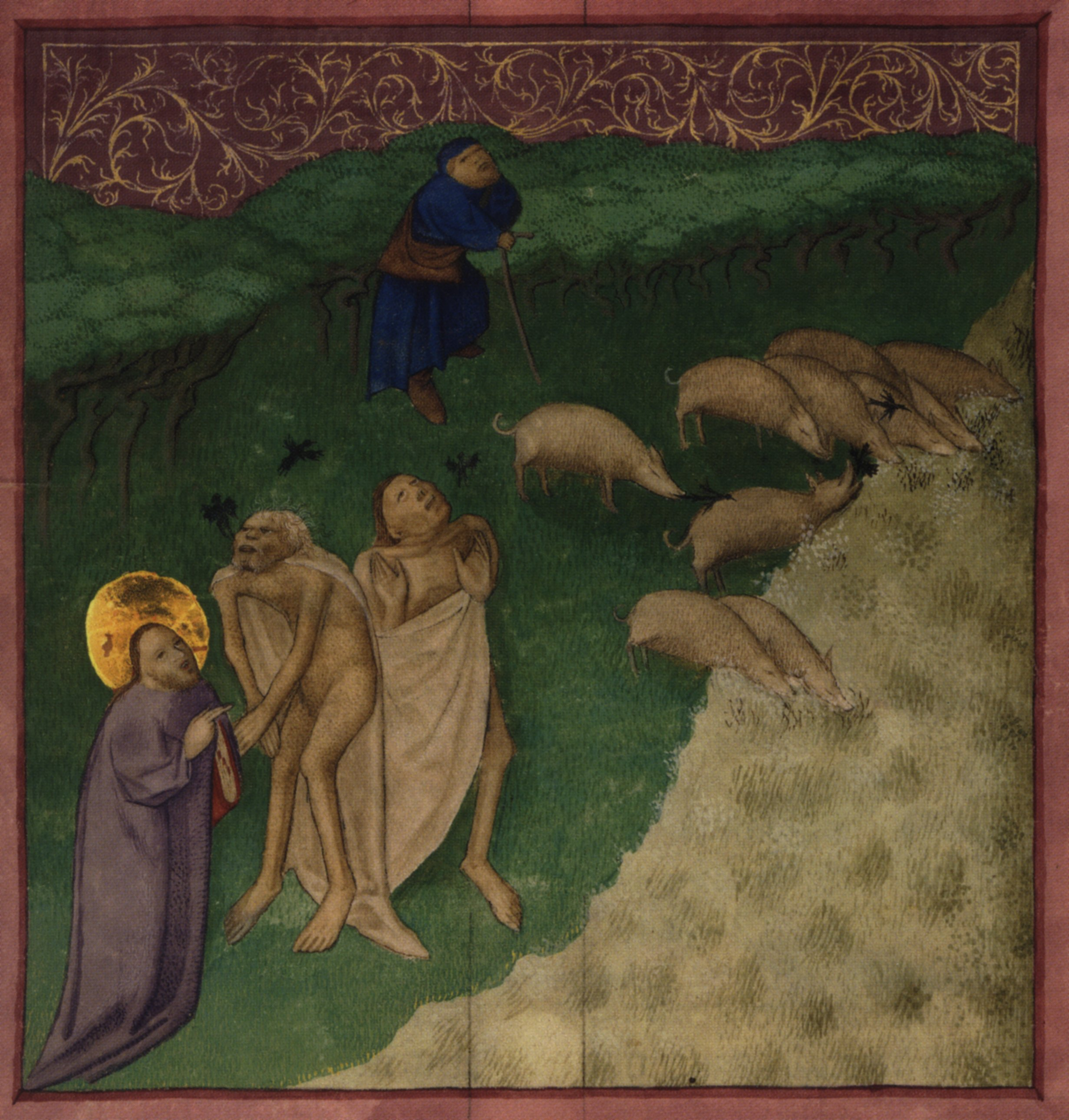
Исцеление бесноватых, «Библия Отто Генриха», XV век

«Имя мне — легион», «имя ему — легион», «имя им — легион» (лат. nomen illis legio) — крылатое выражение, обозначающее несметное количество чего-либо, причём с негативной оценкой исчисляемого. Первоначально данная фраза употреблена в Новом Завете, в эпизоде изгнания Иисусом Христом нечистого духа из одержимого человека (одно из Чудес Христовых — «Исцеление бесноватого в стране Гадаринской»).

Ибо Иисус сказал ему: выйди, дух нечистый, из сего человека. И спросил его: как тебе имя? И он сказал в ответ: легион имя мне, потому что нас много.
— Мк. 5:8-9
Численность римского легиона составляла 5—6 тыс. человек. Постепенно это слово стало значить в народе просто «очень много». Например, в кириллической системе счисления существовало число легион (неведий), обозначаемое знаком , его значение: малый счёт — сто тысяч (105); великий счёт — миллион миллионов (1012) (ср. с кириллическим числом «тьма» и сохранившимся до нашего времени значением этого слова для обозначения чего-либо несметного). Бесноватый, отвечая, сколько внутри него сидит бесов, употребил это слово, чтобы продемонстрировать огромное количество демонов.
По мнению ряда библеистов, в сюжете содержится отсылка к X легиону Fretensis, который стоял в Иерусалиме в составе римских оккупационных войск. Изгнанные бесы вселились в стадо свиней (кабан — один из символов полевого знамени этого легиона), которое ринулось в воды Галилейского озера и утонуло — этот факт может быть иронической инверсией героической истории X легиона, который получил своё почётное название «Охраняющий пролив» за участие в морском сражении.

## В Новом Завете
Чудо было совершено в стране, лежавшей на восточном берегу Галилейского озера, называемой Гадаринской (у Марка и Луки) или Гергесинской (у Матфея). На берегу Иисуса и его учеников встретил бесноватый (у Матфея упоминается двое бесноватых). Этот бесноватый, издалека увидев Иисуса, прибежал, поклонился ему и закричал «что Тебе до меня, Иисус, Сын Бога Всевышнего? заклинаю Тебя Богом, не мучь меня!». А после на вопрос Иисуса как его имя, отвечал: «Легион», указав этим на обитание в нём большого количества нечистых духов.
Бесы просили Иисуса не высылать их вон из страны той, а пустить их в стадо пасущихся рядом свиней. Иисус позволил им, и всё стадо свиней бросилось с крутизны в море и погибло в воде. По утверждению Марка, погибло около двух тысяч свиней. Христос не позволил исцелённому последовать за ним, «а сказал: иди домой к своим и расскажи им, что сотворил с тобою Господь и как помиловал тебя». При этом жители города были напуганы этим чудом — «весь город вышел навстречу Иисусу; и, увидев Его, просили, чтобы Он отошел от пределов их».
| Евангелие               | цитата |
| ----------------------- | --- |
| от Марка (Мк. 5:1-14)   | И пришли на другой берег моря, в страну Гадаринскую. И когда вышел Он из лодки, тотчас встретил Его вышедший из гробов человек, одержимый нечистым духом, он имел жилище в гробах, и никто не мог его связать даже цепями, потому что многократно был он скован оковами и цепями, но разрывал цепи и разбивал оковы, и никто не в силах был укротить его; всегда, ночью и днем, в горах и гробах, кричал он и бился о камни; увидев же Иисуса издалека, прибежал и поклонился Ему, и, вскричав громким голосом, сказал: что Тебе до меня, Иисус, Сын Бога Всевышнего? заклинаю Тебя Богом, не мучь меня! Ибо Иисус сказал ему: выйди, дух нечистый, из сего человека. И спросил его: как тебе имя? И он сказал в ответ: легион имя мне, потому что нас много (5:9). И много просили Его, чтобы не высылал их вон из страны той. Паслось же там при горе большое стадо свиней. И просили Его все бесы, говоря: пошли нас в свиней, чтобы нам войти в них. Иисус тотчас позволил им. И нечистые духи, выйдя, вошли в свиней; и устремилось стадо с крутизны в море, а их было около двух тысяч; и потонули в море. |
| от Луки (Лк. 8:26-33)   | И приплыли в страну Гадаринскую, лежащую против Галилеи. Когда же вышел Он на берег, встретил Его один человек из города, одержимый бесами с давнего времени, и в одежду не одевавшийся, и живший не в доме, а в гробах. Он, увидев Иисуса, вскричал, пал пред Ним и громким голосом сказал: что Тебе до меня, Иисус, Сын Бога Всевышнего? умоляю Тебя, не мучь меня. Ибо [Иисус] повелел нечистому духу выйти из сего человека, потому что он долгое время мучил его, так что его связывали цепями и узами, сберегая его; но он разрывал узы и был гоним бесом в пустыни. Иисус спросил его: как тебе имя? Он сказал: легион, — потому что много бесов вошло в него (8:30). И они просили Иисуса, чтобы не повелел им идти в бездну. Тут же на горе паслось большое стадо свиней; и [бесы] просили Его, чтобы позволил им войти в них. Он позволил им. Бесы, выйдя из человека, вошли в свиней, и бросилось стадо с крутизны в озеро и потонуло. |
| от Матфея (Мф. 8:28-32) | чудесный эпизод есть, но слово «легион» не употребляется И когда Он прибыл на другой берег в страну Гергесинскую, Его встретили два бесноватые, вышедшие из гробов, весьма свирепые, так что никто не смел проходить тем путём. И вот, они закричали: что Тебе до нас, Иисус, Сын Божий? пришел Ты сюда прежде времени мучить нас. Вдали же от них паслось большое стадо свиней. И бесы просили Его: если выгонишь нас, то пошли нас в стадо свиней. И Он сказал им: идите. И они, выйдя, пошли в стадо свиное. И вот, всё стадо свиней бросилось с крутизны в море и погибло в воде. |
| от Иоанна               | эпизода нет |

### Использование в литературе и искусстве
Чудо в Гадаре встречается во многих произведениях искусства, церковных фризах и иконографии, наряду с другими чудесами Иисуса Христа. Однако использование имени «Легион» в классической литературе и искусстве не является распространенным явлением.
- В «Двенадцатой ночи» Шекспира Тоби говорит, что поговорит с Мальволио, который странно себя ведет, даже «если все дьявольские ады будут втянуты в себя, а сам Легион овладеет им»[3].
- «Имя мне Легион» — рассказ Лестера дель Рея 1942 года, вошедший в сборник «Война и космос» .
- «Имя мне Легион» — сборник трех рассказов Роджера Желязны 1976 года.